# Francesca Pattaro
Francesca Pattaro (Este, província de Pàdua, 12 de març de 1995) és una ciclista que també competeix en carretera italiana professional des del 2016. A principis de la dècada del 2020 va fitxar per l'equip l'equip continental femení de l'UCI Astana. Va participar en l'esdeveniment de persecució per equips femenins als Jocs Olímpics d'estiu de 2016 .

## Palmarès en pista
- 2013
  -  Campiona d'Europa júnior en Persecució per equips (amb Arianna Fidanza, Michela Maltese i Maria Vittoria Sperotto)
- 2016
  -  Campiona d'Europa en Persecució per equips (amb Elisa Balsamo, Tatiana Guderzo, Simona Frapporti i Silvia Valsecchi)
- 2017
  -  Campiona d'Europa sub-23 en Persecució per equips (amb Martina Alzini, Elisa Balsamo i Marta Cavalli)

### Resultats a laCopa del Món
- 2017-2018
  - 1a a Pruszków, en Persecució per equips